# ジグムント・マラノウッツ
ジグムント・マラノウッツ（Zygmunt Malanowicz、1938年2月4日 - 2021年4月4日）は、ポーランドの俳優。

## 出演作品
- 蝿取り紙
- 水の中のナイフ
- ゆれる人魚